# Llac de lava

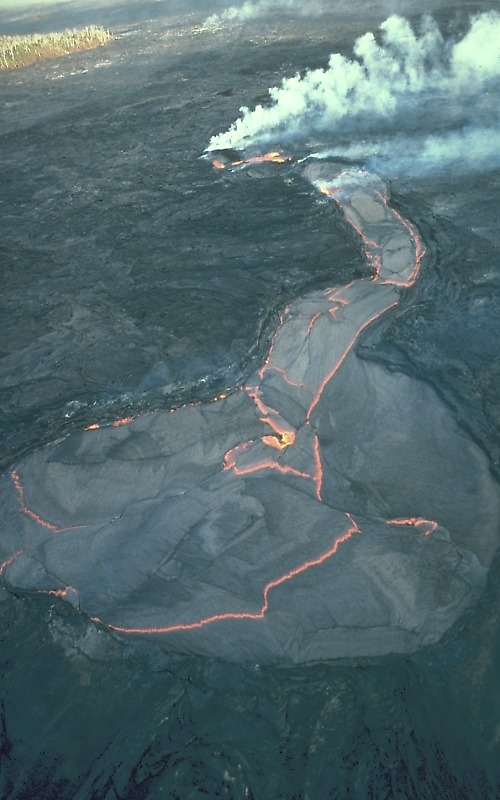
Vista aèria d'un llac de lava al cim del cràter Kupaianaha al costat est del volcà Kilauea.

Els llacs de lava són grans volums de lava fosa, usualment basàltica, continguda en una boca volcànica, o un cràter volcànic, o una extensa depressió. Els científics usen aquest terme per referir-se als llacs de lava fosa o també per a aquells casos en què la lava està parcialment o totalment solidificada.

## Origen
Els llacs de lava poden formar-se de tres maneres diferents:
- A partir d'una o més boques de ventilació en un cràter que fa erupció amb suficient quantitat de lava com per omplir parcialment el cràter volcànic.
- Quan la lava es vessa a un cràter o una depressió plana i és parcialment omplerta.
- Damunt d'una nova boca d'erupció on la lava flueix contínuament durant setmanes o més i lentament es va formant un cràter cada vegada més gran sobre el terreny circumdant.

## Llacs de lava estables
Al món, actualment hi ha nou llacs de lava que es mantenen de forma constant:
- Erta Ale, Desert de Danakil, Etiòpia
- Mont Erebus, Antàrtida
- Kilauea, Hawaii
- Nyiragongo, República Democràtica del Congo
- Ambrym, Vanuatu
- Volcà Villarrica, Xile
- Nyamuragira, República Democràtica del Congo
- Volcà Masaya, Nicaragua